# Малайски крайт
Малайският крайт (Bungarus candidus) е змия от семейство Аспидови. Синоними: Син крайт, Демон на нощта.

## Разпространение и местообитание
Югоизточна Азия: Тайланд, Сиамски п-ов, Малайски п-ов, Индонезия без о.Борнео. Обитава влажни гори, пасища, селскостопански райони. Среща се в много градове и техните предградия: Сингапур, Бангкок, Куала-Лумпур и др. Намирана е до 2000 m надморска височина.

## Физически характеристики
На дължина достига 0,8 – 1,2 метра, рекорда е 1,44 м. Тялото е от кафеникаво до червеникаво, тъмносиво, черно с бели (сиво-бели, рядко жълтеникави) пръстени които го обикалят. Често върху пръстените има едва забележими кафеникави точки. Има лек, синкав металически блясък. Често цвета е чисто черен (меланизъм). Долната страна на врата е жълто-оранжева. Върху главата има V – образно черно петно. Главата е малка, свързана с тялото. Отровните зъби са предни, средно големи. Силно отровна змия. Отровата е невротоксична (Кандоксин (Candoxin)).

## Начин на живот
Води изцяло нощен, наземен начин на живот. Не се катери по дървета, плува отлично. Териториална – прави леговището си в купчини шума, дупки на гризачи, коренища. Агресивна змия. Храни се с други змии (даже по-малки кобри), гущери, дребни гризачи. Често се наблюдава канибализъм – яде по-дребни змии от собствения си вид. Женската снася 5 – 12 яйца в гниеща шума и остава с тях докато се излюпят (поведение характерно и за някои видове Кобри).